# James O'Donnell
James O'Donnell (Contea di Wexford, 1774 – Montreal, 28 gennaio 1830) è stato un architetto statunitense.

## Biografia
James O'Donnell nacque nella contea di Wexford, Irlanda, da una famiglia benestante di proprietari terrieri anglo-irlandese. 
Nel 1812, all'età di 38 anni, O'Donnell emigrò negli Stati Uniti e si stabilì a New York, dove lavorò con successo come architetto. Le sue opere più importante in città furono il Bloomingdale Insane Asylum (1818-21, demolito nel 1892), il Fulton Market (1821-22, demolito nel 1936) e Christ Church (1822-23, distrutto da un incendio nel 1847). O'Donnell prese ispirazione per il suo ultimo lavoro dallo stile neogotico, che fu il suo preferito durante la sua carriera. Nel 1817, fu scelto dalla American Academy of the Fine Arts a New York. 
In seguito O'Donnell si trasferì a Montreal per costruire la basilica di Notre-Dame (1823-29).
Per alcuni anni James O'Donnell soffrì di edema, e le sue condizioni di salute peggiorarono nel luglio del 1829. Nel novembre dettò il suo testamento e sul letto di morte decise di convertirsi dall'anglicanesimo al cattolicesimo romano, forse per essere sepolto nella sua chiesa. Infatti fu l'unica persona ad essere cremata nella cripta della basilica.

## Galleria d'immagini

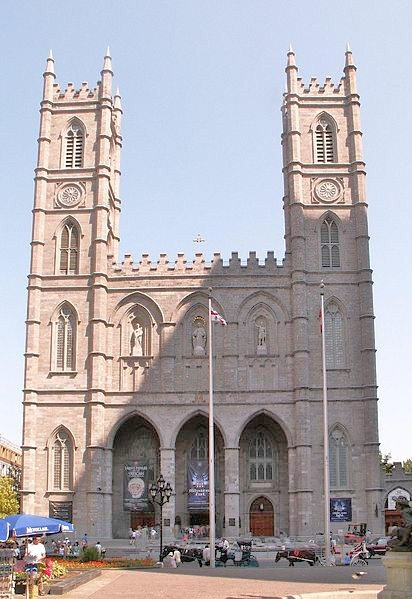
Basilica di Notre-Dame di Montreal